# Пливање на Летњим олимпијским играма 2020 — 100 м прсно за мушкарце
Пливачке трке у дисциплини 100 метара прсним стилом за мушкарце на Летњим олимпијским играма 2020. одржане су 24. јула (квалификације), 25. јула (полуфинала) и 26. јула (финале) 2021. у Олимпијском базену у Токију. Било је то 14. такмичење у овој дисциплини у историји Олимпијских игара од премијерне трке у Мексику 1968. године. 
Учестовало је 49 такмичара из 38 земаља, а само такмичење се одвијало у три дела који су чиниле квалификације, полуфинала и финале.
Титулу олимпијског победника у овој дисциплини са успехом је одбранио британски пливач Адам Пити који је убедљиво победио у све три трке. Сребрну медаљу је освојио Холанђанин Арно Каминга, док је бронза припала Италијану Николи Мартиненгију.

## Освајачи медаља
|                 | Резултат |                    | Резултат |                         | Резултат |
|                 |          |                    |          |                         |          |
| Адам Пити (GBR) | 57,37    | Арно Каминга (NED) | 58,00    | Николо Мартиненги (ITA) | 58,33    |

## Рекорди
Уочи почетка трка у овој дисциплини важили су следећи светски и олимпијски рекорди:
| Светски рекорд СР    | Адам Пити | 56,88 | Квангџу (Јужна Кореја)  | 21. јул 2019.   |
| Олимпијски рекорд ОР | Адам Пити | 57,13 | Рио де Жанеиро (Бразил) | 7. август 2016. |

Током трајања такмичења нису постављени нови рекорди у овој дисциплини. 

## Квалификационе норме
Квалификациона олимпијска норма за учешће у овој дисциплини је била 59,93 секунди и сви пливачи који су у квалификационом периоду испливали трку у овом времену су се директно квалификовали. Свака појединачна земља је могла да пријави максимално два такмичара са испуњеном квалификационом нормом. Олимпијска Б норма или олимпијско селекционо време је износило 1:01,73 минута и преко њега је могао да се квалификује само по један пливач по држави.

## Резултати квалификација
Квалификационе трке на 100 метара прсним стилом су одржане у вечерњем делу програма 24. јула 2021. са почетком од 20:25 часова по локалном времену. У квалификацијама је наступило 49 пливача из 38 земаља. Пливало се у 7 квалификационих група, а директан пласман у полуфинале остварило је 16 пливача са најбољим временима квалификација. Два такмичара су дискавлификована током својих трка.
| Плас. | Трка | Стаза | Пливач               | НОК                        | Време   | Нап.  |
| ----- | ---- | ----- | -------------------- | -------------------------- | ------- | ----- |
| 1.    | 7    | 4     | Адам Пити            | Уједињено Краљевство       | 57,56   | КВ    |
| 2.    | 6    | 4     | Арно Каминга         | Холандија                  | 57,80   | КВ НР |
| 3.    | 5    | 4     | Мајкл Ендру          | Сједињене Америчке Државе  | 58,62   | КВ    |
| 4.    | 7    | 5     | Николо Мартиненги    | Италија                    | 58,68   | КВ    |
| 5.    | 7    | 3     | Јан Цибеј            | Кина                       | 58,75   | КВ    |
| 6.    | 5    | 5     | Џејмс Вилби          | Уједињено Краљевство       | 58,99   | КВ    |
| 7.    | 6    | 3     | Ендру Вилсон         | Сједињене Америчке Државе  | 59,03   | КВ    |
| 8.    | 7    | 8     | Фелипе Лима          | Бразил                     | 59,17   | КВ    |
| 9.    | 6    | 5     | Иља Шиманович        | Белорусија                 | 59,33   | КВ    |
| 9.    | 7    | 1     | Федерико Пођо        | Италија                    | 59,33   | КВ    |
| 11.   | 5    | 1     | Лукас Мацерат        | Немачка                    | 59,40   | КВ    |
| 11.   | 6    | 8     | Рјуја Мура           | Јапан                      | 59,40   | КВ    |
| 13.   | 5    | 7     | Андријус Шидлаускас  | Литванија                  | 59,46   | КВ    |
| 14.   | 6    | 6     | Фабијан Швингеншлегл | Немачка                    | 59,49   | КВ    |
| 15.   | 5    | 3     | Антон Чупков         | Русија*                    | 59,55   | КВ    |
| 16.   | 7    | 2     | Кирил Пригода        | Русија*                    | 59,68   | КВ    |
| 17.   | 5    | 6     | Дмитриј Баландин     | Казахстан                  | 59,75   |       |
| 18.   | 6    | 7     | Беркај Омер Огретир  | Турска                     | 59,82   |       |
| 19.   | 7    | 6     | Емре Сакчи           | Турска                     | 59,87   |       |
| 20.   | 4    | 5     | Чо Сунгђе            | Јужна Кореја               | 59,99   |       |
| 21.   | 3    | 5     | Мати Матсон          | Финска                     | 1:00,02 |       |
| 22.   | 6    | 2     | Метју Вилсон         | Аустралија                 | 1:00,03 |       |
| 23.   | 7    | 7     | Шома Сато            | Јапан                      | 1:00,04 |       |
| 24.   | 4    | 3     | Зак Стаблети Кук     | Аустралија                 | 1:00,05 |       |
| 25.   | 5    | 8     | Каспар Корбеау       | Холандија                  | 1:00,13 |       |
| 26.   | 6    | 1     | Чаба Силађи          | Србија                     | 1:00,19 |       |
| 27.   | 4    | 1     | Денис Петрашов       | Киргистан                  | 1:00,23 |       |
| 28.   | 2    | 4     | Жереми Депланш       | Швајцарска                 | 1:00,29 | НР    |
| 29.   | 4    | 2     | Дараг Грин           | Ирска                      | 1:00,30 |       |
| 30.   | 3    | 4     | Бернхард Рајцхамер   | Аустрија                   | 1:00,41 |       |
| 31.   | 3    | 7     | Хорхе Муриљо         | Колумбија                  | 1:00,62 |       |
| 32.   | 3    | 2     | Љубомир Епитропов    | Бугарска                   | 1:00,71 |       |
| 33.   | 4    | 7     | Тео Бусјер           | Француска                  | 1:00,75 |       |
| 34.   | 4    | 6     | Сајо Пумпутис        | Бразил                     | 1:00,76 |       |
| 35.   | 3    | 6     | Андре Гриндхејм      | Норвешка                   | 1:00,86 |       |
| 36.   | 4    | 8     | Гиедријус Титенис    | Литванија                  | 1:00,92 |       |
| 37.   | 4    | 4     | Мајкл Хули           | Јужноафричка Република     | 1:01,22 |       |
| 38.   | 3    | 3     | Габријел Мастроматео | Канада                     | 1:01,56 |       |
| 39.   | 3    | 1     | Хосуе Домингез       | Доминиканска Република     | 1:01,86 |       |
| 40.   | 3    | 8     | Ајзак Бастијан       | Бахаме                     | 1:01,87 |       |
| 41.   | 2    | 6     | Амро ел Вир          | Јордан                     | 1:02,17 | НР    |
| 42.   | 2    | 3     | Адријел Сејнс        | Америчка Девичанска Острва | 1:02,43 |       |
| 43.   | 2    | 5     | Хулио Орего          | Хондурас                   | 1:02,45 |       |
| 44.   | 2    | 2     | Себастијен Кума      | Мали                       | 1:02,84 | НР    |
| 45.   | 2    | 7     | Абобакр Абас         | Судан                      | 1:04,46 |       |
| 46.   | 1    | 4     | Мајка Масеј          | Америчка Самоа             | 1:04,93 |       |
| 47.   | 1    | 3     | Мухамад Иса Ахмад    | Брунеј                     | 1:08,65 |       |
| 48    | 1    | 5     | Амини Фонуа          | Тонга                      | ДСК     |       |
| 48    | 5    | 2     | Тобијас Бјерг        | Данска                     | ДСК     |       |

## Полуфинала
Полуфиналне трке су пливане 25. јула у јутарњем делу програма са почетком од 11:33 часова по локалном времену, а пласман у финале остварило је осам пливаче са најбољим резултатима.
| Плас. | Трка | Стаза | Пливач               | НОК                       | Време | Нап.  |
| ----- | ---- | ----- | -------------------- | ------------------------- | ----- | ----- |
| 1.    | 2    | 4     | Адам Пити            | Уједињено Краљевство      | 57,63 | КВ    |
| 2.    | 1    | 4     | Арно Каминга         | Холандија                 | 58,19 | КВ    |
| 3.    | 1    | 5     | Николо Мартиненги    | Италија                   | 58,28 | КВ НР |
| 4.    | 2    | 3     | Јан Цибеј            | Кина                      | 58,72 | КВ    |
| 5.    | 2    | 5     | Мајкл Ендру          | Сједињене Америчке Државе | 58,99 | КВ    |
| 6.    | 1    | 3     | Џејмс Вилби          | Уједињено Краљевство      | 59,00 | КВ    |
| 7.    | 2    | 2     | Иља Шиманович        | Белорусија                | 59,08 | КВ    |
| 8.    | 2    | 6     | Ендру Вилсон         | Сједињене Америчке Државе | 59,18 | КВ    |
| 9.    | 2    | 7     | Лукас Мацерат        | Немачка                   | 59,31 |       |
| 10.   | 1    | 1     | Фабијан Швингеншлегл | Немачка                   | 59,32 |       |
| 11.   | 1    | 8     | Кирил Пригода        | Русија*                   | 59,44 |       |
| 12.   | 1    | 6     | Фелипе Лима          | Бразил                    | 59,80 |       |
| 13.   | 1    | 7     | Рјуја Мура           | Јапан                     | 59,82 |       |
| 13.   | 2    | 1     | Андријус Шидлаускас  | Литванија                 | 59,82 |       |
| 15.   | 1    | 2     | Федерико Пођо        | Италија                   | 59,91 |       |
| 16.   | 2    | 8     | Антон Чупков         | Русија*                   | 59,93 |       |

## Финале
Финална трка је пливане у 26. јула, у јутарњем делу програма са почетком од 11:12 часова по локалном времену.
| Плас. | Стаза | Пливач            | НОК                       | Време | Нап. |
| ----- | ----- | ----------------- | ------------------------- | ----- | ---- |
|       | 4     | Адам Пити         | Уједињено Краљевство      | 57,37 |      |
|       | 5     | Арно Каминга      | Холандија                 | 58,00 |      |
|       | 3     | Николо Мартиненги | Италија                   | 58,33 |      |
| 4.    | 2     | Мајкл Ендру       | Сједињене Америчке Државе | 58,84 |      |
| 5.    | 7     | Џејмс Вилби       | Уједињено Краљевство      | 58,96 |      |
| 6.    | 6     | Јан Цибеј         | Кина                      | 58,99 |      |
| 6.    | 8     | Ендру Вилсон      | Сједињене Америчке Државе | 58,99 |      |
| 8.    | 1     | Иља Шиманович     | Белорусија                | 59,36 |      |